# Krnješevci
Krnješevci (izvirno srbsko Крњешевци) je naselje v Srbiji, ki upravno spada pod Občino Stara Pazova; slednja pa je del Sremskega upravnega okraja.

## Demografija
V naselju živi 795 polnoletnih prebivalcev, pri čemer je njihova povprečna starost 38,5 let (37,8 pri moških in 39,2 pri ženskah). Naselje ima 336 gospodinjstev, pri čemer je povprečno število članov na gospodinjstvo 3,05.
To naselje je, glede na rezultate popisa iz leta 2002, večinoma srbsko.
|  |

| Demografija | Demografija     | Demografija     |
| Leto        | Št. prebivalcev | Št. prebivalcev |
| ----------- | --------------- | --------------- |
|             |                 |                 |
|             |                 |                 |
|             |                 |                 |
|             |                 |                 |
| 1948        | 855             |                 |
| 1953        | 850             |                 |
| 1961        | 820             |                 |
| 1971        | 801             |                 |
| 1981        | 776             |                 |
| 1991        | 781             | 779             |
| 2002        | 1038            | 1025            |
|             |                 |                 |

| Etnična sestava po popisu iz leta 2002 | Etnična sestava po popisu iz leta 2002 | Etnična sestava po popisu iz leta 2002 | Etnična sestava po popisu iz leta 2002 | Etnična sestava po popisu iz leta 2002 |
| -------------------------------------- | -------------------------------------- | -------------------------------------- | -------------------------------------- | -------------------------------------- |
| Srbi                                   | Srbi                                   |                                        | 943                                    | 92,0%                                  |
| Romi                                   | Romi                                   |                                        | 54                                     | 5,26%                                  |
| Hrvati                                 | Hrvati                                 |                                        | 4                                      | 0,39%                                  |
| Makedonci                              | Makedonci                              |                                        | 4                                      | 0,39%                                  |
| Madžari                                | Madžari                                |                                        | 2                                      | 0,19%                                  |
| Slovaki                                | Slovaki                                |                                        | 1                                      | 0,09%                                  |
| Nemci                                  | Nemci                                  |                                        | 1                                      | 0,09%                                  |
| Neznano                                | Neznano                                |                                        | 14                                     | 1,36%                                  |